# Бухарская ночница
Ночница бухарская (лат. Myotis bucharensis) — летучая мышь рода ночниц. Масса тела обычно 6—8 г, длина тела — 42—51 мм, размах крыльев — около 22—25 см.

## Распространение
Селится в Таджикистане и Узбекистане.

## Образ жизни
Предпочитает селиться в пещерах. Вид изучен недостаточно.